# Cyrix
Cyrix je bila kompanija koja se bavila proizvodnjom PC procesora i koprocesora od 1988 godine
Uvidjevši mogućnost za ostvarenje svoje poslovne ambicije na kompjuterskom tržištu Jerry Rogers osniva 1988. godine tvrtku Cyrix. Prvi njeni proizvodi su bili koprocesori za Intelove i AMDove procesore 286 i 386. Te prve godine kompanija koristi za formiranje vlastitog dizajnerskog tima koji uskoro na tržište izbacuje Intel kompaktibilne procesore s originalnom unutrašnjom arhikteturom.
Svjestni vlastitih financijskih i dizajnerskih nedostataka vlasnici ove firme se odlučuju za procesorski početak da izbace na tržište 1992. godine potpuno originalne proizvode. To su bili navodno 486 procesori koji se mogu postavljat u matičnu ploču od 386. Osnovno zamišljeno tržište za njih su bile osobe s 386 procesorom koje žele jači procesor bez zamjene matične ploče. U prodaju je bilo izbačeno i nekoliko novih vrlo jeftinih kompjutera s ovim procesor, ali oni su bili izbačeni iz prodaje sniženjem Intel ovih cijena.
Slična sudbina se događanja u kolovozu 1995. godine kada Cyrix izbacuje Cx5x86 procesor. On se mogao postavit u matičnu ploču za 486 procesore, a davao je snagu od Pentiuma 75. Neko vrijeme ovaj procesor je bio prilično popularan i s njim počinje zlatno doba Cyrix-a.
Samo četiri mjeseca kasnije na tržište izlazi najuspješniji proizvod Cyrix-a. To je bio Cyrix 6x86 procesor. Tada je prvi i jedini put Cyrix na tržištu imao procesor jači od AMDa. To je vrijeme kada ova mala kompanija unosi strah u kosti Intel u koji ju počinje tužit po sudovima rade povrede patenata. Rezultat je na kraju bio neočekivan. Sve tužbe Intel a su bile odbačene, dok na protutužbu cyrixa za njegovu povredu patenata Intel velikom brzinom sklapa vansudsku nagodbu.
Posljednji normalni procesor ove kompanije postaje MII koji je Cyrix-ov pandam Pentiumu II i AMD K6. Ovaj procesor nikad nije bio popularan zbog svog matematičkog dijela preuzetog još s prastare 486-ice i malenih brzina. Najveća brzina ovog procesora je bila 333 Mhz dok Pentium II tada dostiže 450 Mhz, a AMD K6 cijelih 550 Mhz. Ovaj procesor ostaje u prodaji do 2001. godine doba kada konkurentski proizvodi dosežu brzinu od 1000 Mhz.
Najoriginalniji procesorski dizajn ove kompanije postaje MediaGX procesor koji izlazi na tržište 1996. godine. Ovaj procesor obavlja sam sve kompjuterske zadatke to jest on obrađuje poslove klasičnog procesora, grafičkog procesora i zvučnog čipa. Slab dizajn rezultira iznimnom nepopularnošću ovog procesora zbog njegove slabe snage. Iako je sama izrada bila loša ideja se svidjela kompjuterskom svijetu tako da danas AMD proizvodi nove generacije ovog procesora.

## Prodaja
Ova kompanija stvorena s malo novca nikad u stvarnosti nije smogla snage da se izbori za svoju nezavisnost i mjesto pod suncem. Ona nikad nije imala novce ili možda i želje za vlastite proizvodne pogone tako da je uvijek ovisila o tuđoj dobroj volji. Prvi proizvođači njihovih proizvoda su bili Texas Instruments i STMicroelectronics. Kasnije je postignut novi proizvodni dogovor s IBM. Po njemu oni će proizvodit besplatno za Cyrix pod uvjetom da na dva proizvedena procesora jedan prodaje IBM   pod svojim imenom i za svoj profit dok drugi ide Cyrix-u. Na kraju kada je stigla tijekom 1997. godine ponuda National Semiconductora za kupovinu Cyrix-a ona se bez razmišljanja prihvaća. Novi vlasnik nije bio zainteresiran za išta drugo osim MediaGX proizvoda tako da je najprije podjelio otkaze inženjerima Cyrix-a, a potom ostatke firme prodao 1999. godine korporaciji VIA. Jedino što je National Semiconductor zadržao do 2003. godine je MediaGX   vlasništvo. Po mišljenju Glenna Henryja direktora kompanije Centaur osnovni razlog za propast Cyrix je bio preveliki broj radnika, pošto su ih imali 400, a Centaur je s njih 60 proizvodio veći broj procesora od Cyrixa
VIA svoje nove procesore danas prodaje pod imenima Via Cyrix III ili kraće C3 i budući C7 pozivajući se na marketinški značaj Cyrix-a iako njeni procesori se temelje na proizvodima korporacije Centaur.